# Batalla de Guadalacete
La batalla de Guadalacete, de Guadacelete o de Guazalete va enfrontar, l'any 854, a la unió conjunta dels regnes astur i pamplonès unida a la població revoltada de Toledo en contra de les tropes de l'emir Muhammad I de Còrdova. Segons Eduardo Manzano Moreno la batalla va tenir lloc a l'actual terme municipal de Villaminaya. Aquest historiador només esmenta un únic rei cristià, Ordoni I d'Astúries.

## Antecedents
Enfront la minoria àrab que controlava al-Àndalus es va formar una coalició de muladís, mossàrabs i amazics. El 852, amb la mort de l'emir Abd al-Rahman II, els toledans es van revoltar, atacant i prenent el castell de Qal'at Rabah. Capturat el governador de la ciutat, es va canviar pels ostatges toledans que hi havia a Còrdova des de la revolta de 835 dirigida per Hisham al-Atiki.
La primavera del 853 Al-Hakam, germà de Muhàmmad I, va recuperar el castell de Calatrava. Però a l'estiu les tropes cordoveses de Qasim ibn al-Abbas i Tammer ibn Abu al-Attaf van ser sorpresos pels rebels toledans a la batalla del Jándula patint nombroses baixes i saquejant el seu campament. Els revoltats van demanar ajut a Ordoni I d'Astúries, que va enviar al seu germà Gató d'Astúries amb una nombrosa host. L'emir es va alertar i es va posar al capdavant d'un exèrcit disposat a sufocar la revolta.

## Batalla
L'emir va descartar el setge i l'assalt de Tulaytula, molt ben fortificada i defensada, de manera que va decidir donar la batalla a camp obert. El lloc escollit va ser el rierol del Wadi Salit, a unes tres hores de Toledo.
Només travessar el camí d'Almonacid, el Wadi Salit es corba cap a l'oest i s'enfonsa, oferint un amagatall on es va amagar el flanc dret, mentre que a mà esquerra s'alcen turons, i als seus peus es va ocultar l'altre flanc. Per atraure als rebels a la trampa, Muhàmmad I va marxar a Toledo amb un petit destacament per fer creure que s'acostava amb molt poques forces. Un cop sobrepassada la serra de Nambroca, els sentinelles i avançades dels toledans van donar l'alerta als defensors de la ciutat, que van caure en el parany, sortint de Toledo disposats a derrotar l'emir al pla de Nambroca, on va aguantar l'arribada dels rebels, fins a iniciar el que semblava una fugida, portant els toledans i asturians al lloc de l'emboscada, on el que als rebels els semblava una fàcil victòria es va convertir en una terrible matança.

## Conseqüències
Finalitzada la matança, els cordovesos van tallar el cap a les víctimes per comptar els morts, reunint 8.000 caps, carregats en carros amb el botí obtingut i duts a Còrdova, des d'on van ser enviats a diverses parts d'Al-Andalus i nord d'Àfrica, com a mostra de la victòria obtinguda. Malgrat la victòria, l'emir no es va atrevir a atacar Toledo i els rebels van mantenir la seva postura. Al cap d'uns mesos va reforçar la guarnició de Calatrava.
El 856, Muhàmmad I va enviar al príncep Al-Mundir a assetjar la ciutat, sense aconseguir cap èxit. Els rebels fins i tot van burlar el setge i van atacar Talavera el 857, el governador Al-Masu ibn Abd Allah al-Arif va saber contenir. La revolta va finalitzar quan l'emir va reconèixer la seva impotència en 859 i els va concedir l'amnistia.